# Zouar (département)
Le département de Zouar est un des quatre départements composant la province du Tibesti au Tchad. Son chef-lieu est Zouar.

## Communes
Le département de Zouar compte trois communes :
- Zouar,
- Goubonne,
- Zouarké.

## Histoire
Le département de Zouar a été créé par l'ordonnance n° 038/PR/2018 portant création des unités administratives et des collectivités autonomes du 10 août 2018.
Il correspond à une partie du département du Tibesti Ouest de 2008.

## Administration
Préfets de Zouar (depuis 2018)
- nd.